# Gazeta Polska (pismo ROPCiO/KPN)
Gazeta Polska – pismo Ruchu Obrony Praw Człowieka i Obywatela, później Konfederacji Polski Niepodległej.
Pierwszy numer pisma ukazał się 25 lutego 1979. Początkowo było to pismo ROPCiO (pierwsze dwa numery). Po powstaniu KPN (tj. po 1 września 1979) było to pismo tej partii. Wydawcą było Wydawnictwo Polskie. Redaktorem naczelnym był Leszek Moczulski. W początkowym okresie skład redakcji ulegał częstym zmianom. Było to pismo informacyjne o objętości jednej lub dwóch kartek A4. Ukazywało się co tydzień lub co dwa tygodnie (w okresie nasilenia represji – nieregularnie). Po wprowadzeniu stanu wojennego przerwano wydawanie pisma.
Wznowiono je (jako dwutygodnik) w latach 1987–1989 (po wypuszczeniu na wolność we wrześniu 1986 przywódców KPN skazanych na kary więzienia w II procesie tej partii). Redaktorem naczelnym został Krzysztof Król a adres jego mieszkania w Warszawie był podawany w stopce redakcyjnej jako adres redakcji.
W 1992 przez kilka miesięcy pismo ukazywało się legalnie.
W lutym 1993 Piotr Wierzbicki założył nowe pismo o nazwie „Gazeta Polska”. Krzysztof Król bezskutecznie dochodził na drodze sądowej zakazania używania tego tytułu przez nowy tygodnik.
Od 1996 pod odmiennym tytułem: „Nasza Niepodległość - Gazeta Polska”; periodyk przestał się ukazywać w 1999.